# Стоянов (Львовская область)

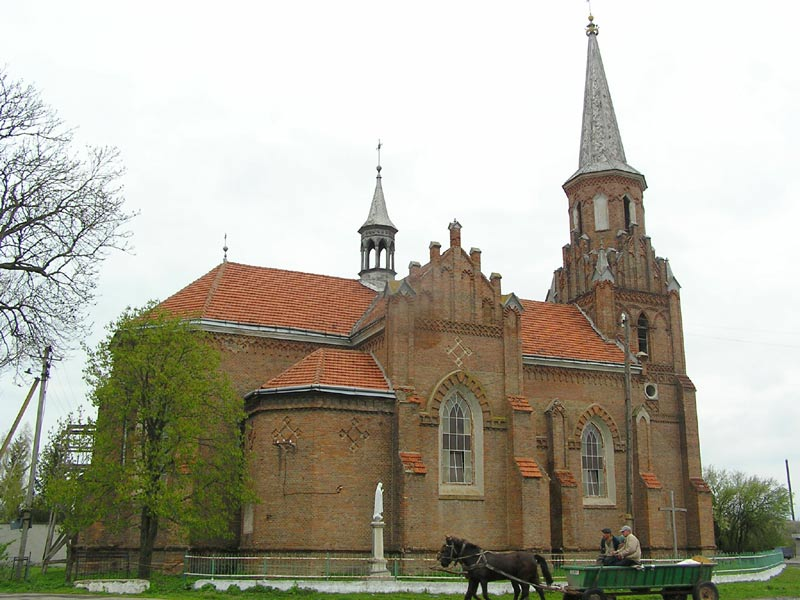
Костёл в с. Стоянов, Радеховского района

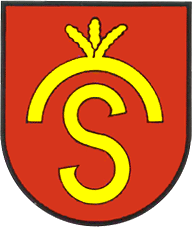
Герб Стоянова 1590 года

Стоянов (укр. Стоянів) — село в Радеховской городской общине Шептицкого района Львовской области Украины.
Население по переписи 2001 года составляло 2942 человека. Занимает площадь 5,680 км². Почтовый индекс — 80220. Телефонный код — 3255.
К югу от села начинается река Судиловка.

## История
Первое письменное упоминание о Стоянове датируется 1501 годом. Король Сигизмунд II Август в 1547 году даровал Стоянову магдебургское право.
После третьего раздела Речи Посполитой в 1793 г. Стоянов стал приграничным городком на рубеже Австрии с Российской империей.
В 1910 г. через городок прошла линия железной дороги. В 1931 г. в Стоянове было около 4,2 тысячи жителей.
До 1939 года Стоянов сохранял статус городка.
В сентябре 1944 года партизаны УПА дважды атаковали в городке железнодорожную станцию.

## Достопримечательности
- Церковь УГКЦ св. Ильи (1895)
- Костел Святейшего Сердца Иисуса (1901)
- Старое еврейское кладбище
- Памятник «Стена скорби»
- Казацкая могила

## Известные персоналии
- Кравчук, Пётр Ильич (1911—1997) — украинский писатель, литературовед, публицист и общественный деятель украинского социалистического движения в Канаде.